# Picornaviridae
Os picornavírus (família: Picornaviridae) são pequenos vírus(+)ss RNA  icosaédricos, sendo o mais conhecido rinovírus que em seres humanos causa o resfriado comum. A característica mais comum entre todos os membros de picornavírus são: (i) a presença três capsídeos com proteínas Beta Barril cujo genoma se comporta como um mensageiro policistrônico; (ii) tradução mediada por poliproteínas extensas processadas e codificadas por  proteases de cisteínas do hospedeiro; e (iii) replicação RNA-polimerase dependente.
A família Picornaviridae inclui 47 gêneros contendo 110 famílias, porém muitos desses vírus requer classificação. Picornavírus causam infecções subclínicas em humanos e animais ou condições vão desde a um leve resfriado até cardiopatias, hepatopatias e neuropatias severas, incluindo óbtidos. Podem ser detetados através do método PCR em secreções humanas, principalmente a de indivíduos infectados e com produção aumentada de secreções em vias aéreas. Crucialmente, oferecem uma vasta capacidade de variação genética caracterizada por mutação e recombinação.
O mecanismo de transmissão primária dessa família ocorre por via fecal-oral e respiratória, sendo que partículas suspensas de secreções em aerossóis são as principais formas de transmissão.  
Os picornavírus tem sido essenciais para o desenvolvimento da Virologia.

## Géneros
Abaixo estão listadas os gêneros que compõem a família Picornaviridae:
- Aphthovirus
- Avihepatovirus
- Cardiovirus
- Enterovirus
- Erbovirus
- Hepatovirus
- Kobuvirus
- Parechovirus
- Sapelovirus
- Senecavirus
- Teschovirus
- Tremovirus

Existem também cinco novos géneros propostos:
- Aquamavirus
- Cosavirus
- Dicipivirus
- Megrivirus
- Salivirus